# William Orndorff
William Ridgely Orndorff (1862-1927) fue un químico estadounidense.

## Biografía
Nacido en Baltimore el 9 de septiembre de 1862, tras terminar sus estudios fue profesor en algunos colegios y universidades. Más adelante marchó a Europa a perfeccionar su estudios en las universidades de Greifswald, Berlín y Heidelberg, ocupando a su regreso la cátedra de Química orgánica y fisiológica en la Universidad de Cornell. Desempeñó otros cargos y comisiones, como el de miembro del jurado internacional de premios en las exposiciones de París y San Luis, secretario del jurado del departamento de Artes liberales y agente especial del censo de los Estados Unidos. Colaborador en publicaciones de carácter científico, fue autor de un Manual de laboratorio de química orgánica y tradujo del alemán la obra de E. Salkowski Manual de laboratorio de química fisiológica y patológica. Falleció en 1927.
En el Diccionario enciclopédico hispano-americano de literatura, ciencias y artes figura como «Guillermo Ridgely Orndorff».